# Emlyn Williams
George Emlyn Williams (* 26. November 1905 in Mostyn; † 25. September 1987 in London) war ein britischer Schauspieler, Rezitator und Dramatiker.

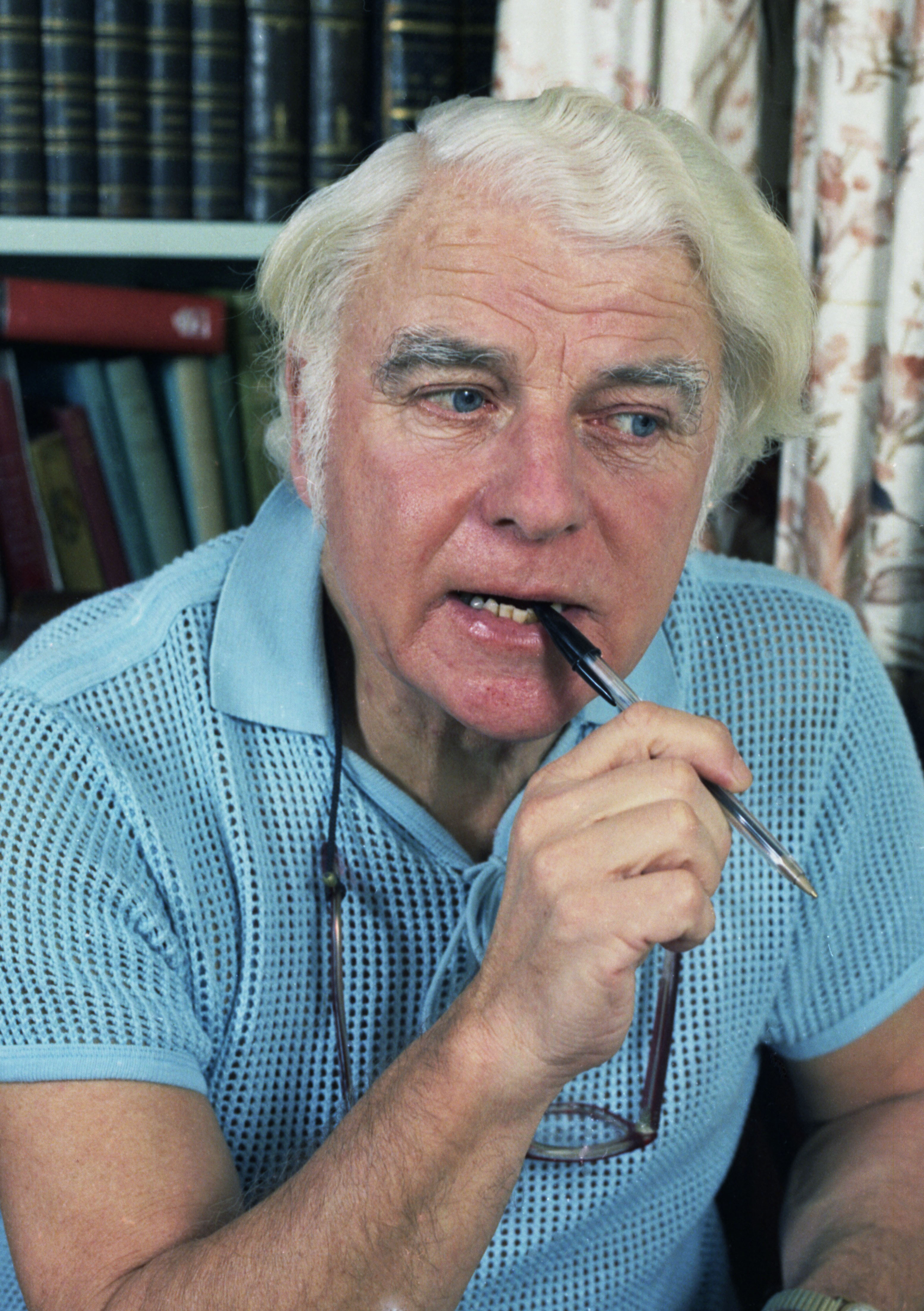
Emlyn Williams in den 1970er Jahren

## Leben
Emlyn Williams war ein Sohn des Bergarbeiters Richard Williams und dessen Frau Mary. Er wurde 1905 in Mostyn, einem Dorf im Nordosten von Wales, geboren und wuchs in ärmlichen Verhältnissen auf. Aufgrund seines Sprachtalents bekam er ein Stipendium für das College Christ Church. Die Oxford University Dramatic Society produzierte sein erstes Theaterstück Full Moon, bei dem J. B. Fagan Regie führte. Fagan holte Williams 1927 nach New York, wo er eine kleine Rolle in dem Stück And So to Bed spielte und so seine Bühnenkarriere begann. Danach lebte er wieder in London. 
Er schrieb mehrere erfolgreiche Bühnenstücke, in denen er zum Teil selbst als Darsteller auftrat. Dazu gehörten A Murder Has Been Arranged (1930), das 1935 uraufgeführte Nightfall (1937 verfilmt mit Robert Montgomery in der Hauptrolle) und The Corn Is Green (1938, 1945 verfilmt als Das grüne Korn). Sein Filmdebüt hatte Williams 1932 als Lord Lebanon in T. Hayes Hunters Thriller The Frightened Lady. 1939 spielte er in Alfred Hitchcocks Riff-Piraten. Williams ging 1941 in die Vereinigten Staaten, wo er weitere Erfolge feierte. Er spielte in 41 Filmen und verfasste über 20 Drehbücher. Bei dem Filmdrama The Last Days of Dolwyn (1949) führte er zusätzlich auch Regie. Der Film handelt von einem Dorf in Wales, dessen Existenz von dem Bau eines Staudamms bedroht ist und stellte Richard Burtons Spielfilmdebüt dar. Ab 1950 tourte Williams weltweit mit seiner Show Emlyn Williams as Charles Dickens, bei der er als Solodarsteller Szenen aus Werken von Charles Dickens spielte.
Emlyn Williams war mit Molly O'Shann († 1970) verheiratet. Aus der Ehe gingen zwei Söhne hervor. Er starb mit 81 Jahren in seiner Wohnung in London.

## Werke (Auswahl)
- Night must fall. A play in three acts. [Vosper, London 1935]. [Bühnenmanuskript; auch Raleigh Press, Exmouth 1946; Buchausgaben: Victor Golanz, London 1942; Heinemann, London 1973 u. ö.]
  - …denn es will Abend werden. Deutsche Übersetzung und Bühnenbearbeitung: Maria Teichs. Globus Bühnenvertrieb, Berlin [1948]. [Bühnenmanuskript; auch: Strassegg, Bad Reichenhall ca. 1953].
  - Die Nacht wird kommen. Deutsch von Maria Teichs. Bearbeitung von Rolf Henniger. Ahn & Simrock, München [ca. 1989]. [Bühnenmanuskript].

- He Was Born Gay. A Romance in Three Acts. Heinemann, London 1937.

- The Light of Heart. A Play in three Acts. Heinemann, London [1940] [u. ö.].
  - Die leichten Herzens sind. Ein Stück in sechs Bildern. Übersetzt von Hilde Spiel. Globus Bühnen-Vertrieb, Berlin [1948] [Bühnenmanuskript].

- The Wind of Heaven. A Play in six Scenes. Heinemann, London 1945 [u. ö.].
  - Der Atem Gottes. Schauspiel in sechs Bildern. Für die deutschen Bühnen übertragen von Gerhard Grindel. Globus Bühnenvertrieb, Berlin [1947]. [Bühnenmanuskript].

- Someone waiting. A play in three acts. London 1953 [Neuausgaben Heinemann, London 1954, 1970 u. ö.].
  - Ein Mann wartet. Stück in drei Akten. Deutsche Bearbeitung von Hilde Spiel […]. Kaiser, Wien [ca. 1960].

- The Collected Plays. Volume One: Night Must Fall [1935]. He Was Born Gay [1937]. The Corn is Green [1938]. The Light of Heart [1940]. With an introduction by the author. Heinemann, London/Melbourne/Toronto 1961 [auch: Random House, New York 1961].

- Headlong. Heinemann, London 1980, ISBN 0-434-86605-9 [auch: Viking Press, New York 1981].

## Filmografie: Schauspieler, Drehbuch und Regie (Auswahl)
- 1932: The Frightened Lady, Regie T. Hayes Hunter
- 1935: Mein Herz der Königin (The Dictator), Regie Victor Saville
- 1936: Broken Blossoms (auch Drehbuch), Regie John Brahm
- 1938: Die Zitadelle (The Citadel), Regie King Vidor
- 1939: Riff-Piraten (Jamaica Inn), Regie Alfred Hitchcock
- 1939: Die Sterne blicken herab (The Stars Look Down), Regie Carol Reed
- 1940: Major Barbara, Regie Gabriel Pascal
- 1941: Der Hutmacher und sein Schloß (Hatter’s Castle), Regie Lance Comfort
- 1948: The Last Days of Dolwyn (auch Co-Regie und Drehbuch), Regie Russell Lloyd
- 1950: Three Husbands, Regie Irving Reis
- 1951: Gift für den Anderen (Another Man’s Poison), Regie Irving Rapper
- 1951: Der wunderbare Flimmerkasten (The Magic Box), Regie John Boulting
- 1952: Ivanhoe – Der schwarze Ritter (Ivanhoe), Regie Richard Thorpe
- 1955: Lockende Tiefe (The Deep Blue Sea), Regie Anatole Litvak
- 1957: I Accuse!
- 1959: Die den Tod nicht fürchten (The Wreck of the Mary Deare), Regie Michael Anderson
- 1959: Jenseits des Rechts (Beyond This Place), Regie Jack Cardiff
- 1962: Das indiskrete Zimmer (The L-Shaped Room), Regie Bryan Forbes
- 1966: Die schwarze 13 (Eye of the Devil), Regie J. Lee Thompson
- 1969: David Copperfield (David Copperfield), Regie Delbert Mann
- 1970: Die Krücke (The Walking Stick), Regie Eric Till

## Verfilmungen (Auswahl)
- 1937: Night Must Fall nach dem Drama Night must fall, Regie Richard Thorpe, Drehbuch John Van Druten
- 1945: The corn is green (Das grüne Korn) nach dem Drama The corn is green, Regie Irving Rapper, Drehbuch Casey Robinson und Frank Cavett
- 1957: Time Without Pity (In letzter Stunde) nach dem Drama Someone waiting, Regie Joseph Losey, Drehbuch Ben Barzman
- 1962: Das Leben beginnt um acht nach dem Drama The Light of Heart, Regie Michael Kehlmann, Drehbuch Horst Budjuhn
- 1964: Night Must Fall (Griff aus dem Dunkel) nach dem Drama Night must fall, Regie Karel Reisz, Drehbuch Clive Exton
- 1979: The corn is green (Das Korn ist grün) nach dem Drama The corn is green, Regie George Cukor, Drehbuch Ivan Davis
- 1991: King Ralph nach dem Roman Headlong, Regie und Drehbuch David S. Ward